# Мантернах (комуна)
Мантернах (люксемб. Manternach, фр. Manternach, нім. Manternach) — комуна Люксембургу. Входить до складу кантону Гревенмахер в окрузі Гревенмахер.

## Географія
Площа території комуни становить 27,68 км² (24-е місце за цим показником серед 116 комун Люксембургу).
Висота найвищої точки комуни над рівнем моря становить 341 метрів (99-е місце за цим показником серед комун країни), найнижчої — 181 метрів (20-е місце).

## Демографія
Станом на 2011 рік на території комуни мешкало 1 741 ос.
Динаміка чисельності населення:

## Адміністративний поділ
До складу комуни входять такі поселення:
| Поселення | Населення за даними переписів: | Населення за даними переписів: | Населення за даними переписів: |
| Поселення | на 31.03.1981                  | на 01.03.1991                  | на 15.02.2001                  |
| --------- | ------------------------------ | ------------------------------ | ------------------------------ |
| Бельбург  | 501                            | 510                            | 627                            |
| Лелліг    | 150                            | 134                            | 132                            |
| Мантернах | 248                            | 318                            | 417                            |
| Мюншекер  | 49                             | 61                             | 146                            |